# Frente para la Liberación de Palestina
El Frente para la Liberación de Palestina (en árabe, جبهة التحرير الفلسطينية) es un grupo militante palestino que está activo en Líbano y los territorios de Palestina. Algunas de las facciones del grupo son consideradas organización terrorista por Canadá, la Unión Europea, Estados Unidos y Reino Unido. En la actualidad, el grupo está dirigido por Abu Nidal al-Ashqar.

## Orígenes
El Frente para la Liberación de Palestina fue fundado por Ahmed Jibril en 1959 y gozó del apoyo de Siria. En 1967, el FLP se fusionó con otros dos grupos, los Héroes del Retorno (abtal al-awda) que estaban afiliados con el Movimiento Nacionalista Árabe y los Jóvenes Vengadores, para formar el Frente Popular para la Liberación de Palestina (FPLP).
El FPLP fue dirigido inicialmente por George Habash, pero en abril de 1968 Jibril se separó de este grupo para formar el Frente Popular de Liberación Palestina - Comando General (FPLP-CG), el cual retornó a la posición fuertemente pro-siria del ex Frente para la Liberación de Palestina. Esta situación llevó finalmente al restablecimiento del FLP, ya que la organización se disolvió después que el FPLP-CG de Jibril siguiera a Siria en su lucha contra la Organización para la Liberación de Palestina (OLP) en 1976, durante la Guerra Civil Libanesa. Siguió una confrontación abierta entre las facciones rivales y solo por mediación de Yasir Arafat se pudieron estabilizar sus relaciones. El 24 de abril de 1977, los desertores del FPLP-CG formaron el nuevo Frente para la Liberación de Palestina, bajo la conducción de Muhammad Zaidan (Abu Abbas) y Tal'at Ya'qub. Las luchas esporádicas entre el FPLP-CG y el FLP continuaron, incluso con el bombardeo del cuartel general del FLP en agosto de 1977, con el resultado de unas 200 personas asesinadas.

## Separación de 1982
En el año 1982, tras la invasión israelí del Líbano, la organización se dividió en tres facciones. Uno de los principales puntos de desacuerdo fue la relación con la OLP y Fatah, con algunos miembros que apoyaban a Arafat, mientras que otros se unían a la rebelión en su contra. Todas estas facciones reclamaban representar a la organización original, por lo que mantuvieron el nombre FLP:
1. La facción encabezada por Tal'at Ya'akub, el secretario general del FLP, permaneció neutral en la lucha entre las numerosas organizaciones y mantuvo sus fuerzas en el Líbano. Ya'akub falleció en noviembre de 1988 de un ataque al corazón, tras lo cual se desintegró su facción.
2. Una facción menor bajo el mando del miembro del Comité Central del FLP, Abd al-Fatah Ghanim, fue más agresivamente pro-siria y tomó el control de la organización del movimiento en Damasco. Apoyó la organización de la Fatah-Intifada de Said al-Muragha y coordinó con ella sus ataques contra la OLP. Más tarde, trasladó sus operaciones a Libia, pero finalmente se reconcilió con la facción de Ya'qub.
3. Una facción proiraquí, comandada por el Secretario General Adjunto del FLP, Abu Abbas, tuvo el mayor número de miembros, estimados en unos 400 activistas. Su base se encontraba originalmente en Túnez, pero tras el secuestro del buque de crucero Achille Lauro en 1985, Abu Abbas fue expulsado por las autoridades tunecinas y la dirección del grupo fue trasladada a Bagdad.

Si bien cada facción mantuvo el nombre original y reclamaba la representación original de la organización madre, la facción de Abbas ha sido responsable de los atentados terroristas más prominentes llevados a cabo por el FLP y fue esta facción la que ha sido designada como una organización terrorista extranjera por los Estados Unidos.

## La FLP en años recientes
Hasta hace poco, los líderes del FLP estuvieron activos en la OLP con Abu Abbas actuando como representante del FLP en el Comité Ejecutivo de la OLP. Durante los años siguientes a la firma de los Acuerdos de Oslo por parte de la OLP, a los que se oponía el FLP, Abu Abbas estuvo de acuerdo en dejar de lado el terrorismo y reconocer el derecho de Israel a existir. El movimiento mantuvo oficinas en los territorios palestinos, Líbano e Irak, pero sus actividades se redujeron. Tiene un bajo nivel de popularidad en Cisjordania y la Franja de Gaza y su mayor fortaleza se encuentra en los campos de refugiados libaneses, donde se presume haber coordinado con Fatah en contra de varias facciones apoyadas por Siria.
En noviembre de 2001, 15 miembros de la FLP fueron arrestados por las autoridades israelíes. Algunos de los capturados habían recibido entrenamiento terrorista en Irak. La célula terrorista había planeado ataques en Jerusalén, Tel Aviv y en el Aeropuerto de Ben Gurion. Previamente ya había estado involucrada en otras actividades terroristas, incluyendo el secuestro y asesinato del adolescente israelí Yuri Gushstein.
En abril de 2003, durante la invasión de Irak, Abu Abbas fue capturado y quedó bajo custodia de los Estados Unidos en Irak. Bajo estas condiciones, murió supuestamente por causas naturales el 9 de marzo de 2004.

## Elecciones de 2006
El Frente para la Liberación de Palestina participó en las elecciones palestinas de 2006, bajo el rótulo "Mártir Abu Abbas", pero no logró alcanzar un escaño.